# Aurxanthia
Aurxanthia là một chi bướm đêm thuộc họ Noctuidae.